# Cephalomappa lepidotula
Cephalomappa lepidotula är en törelväxtart som beskrevs av Airy Shaw. Cephalomappa lepidotula ingår i släktet Cephalomappa och familjen törelväxter. Inga underarter finns listade i Catalogue of Life.